# Lara Weller
Lara Weller (Róterdam, 6 de abril de 1975) es una modelo neerlandesa. Mide 1,73 m de alto y sus medidas son 86-61-84 cm. A los 24 años de edad fue elegida por Eidos como la nueva modelo oficial de Lara Croft para el videojuego Tomb Raider: The Last Revelation.